# فرانکو برگاماشی
فرانکو برگاماشی(به ایتالیایی: Franco Bergamaschi) (زاده ۹ فوریه ۱۹۵۱ در ورونا)، هافبک سابق ایتالیایی است.